# Бориспільська міська рада
Бори́спільська міська́ ра́да — орган місцевого самоврядування Бориспільської міської територіальної громади у складі Бориспільського району Київської області. Адміністративний центр — місто обласного значення Бориспіль.

## Загальні відомості
- Територія ради: 527,7 км²
- Населення ради: 82 862 особи (станом на 1 грудня 2020 року)[1]

## Населені пункти
Міській раді підпорядковані населені пункти:
- м. Бориспіль
- с. Андріївка
- с. Артемівка
- с. Велика Стариця
- с. Глибоке
- с. Горобіївка
- с. Городище
- с. Григорівка
- с. Іванків
- с. Кириївщина
- с. Кучаків
- с. Лебедин
- с. Любарці
- с. Мала Стариця
- с. Перегуди
- с. Рогозів
- с. Сеньківка
- с. Сулимівка
- с. Тарасівка

## Склад ради
Рада складається з 38 депутатів та голови.
- Голова ради: Борисенко Володимир Костянтинович (з 26 січня 2021)
- Секретар ради: Байчас Владислав Михайлович (з 23 листопада 2020)

### Депутати VIII скликання
За результатами чергових виборів 25 жовтня 2020 до Бориспільської міської ради обрано 38 депутатів.

#### За суб'єктами висування
| Суб'єкт висування                                        | Кількість голосів | Кількість обраних депутатів | % від числа депутатів |
| -------------------------------------------------------- | ----------------- | --------------------------- | --------------------- |
| Політична партія «Наш край»                              | 2966              | 8                           | 21.05                 |
| Політична партія «Європейська Солідарність»              | 2949              | 8                           | 21.05                 |
| Політична партія «Слуга народу»                          | 2488              | 7                           | 18.42                 |
| Політична партія "Всеукраїнське об'єднання «Батьківщина» | 1851              | 6                           | 15.79                 |
| Політична партія «Опозиційна платформа - За життя»       | 1678              | 5                           | 13.16                 |
| Політична партія «Голос»                                 | 1079              | 4                           | 10.73                 |

### Керівний склад попередніх скликань
| Прізвище, ім'я, по батькові  | Основні відомості                                               | Дата обрання | Дата набуття повноважень | Дата звільнення |
| ---------------------------- | --------------------------------------------------------------- | ------------ | ------------------------ | --------------- |
| Федорчук Анатолій Соловйович | Міський голова, 1959 року народження, освіта вища, безпартійний | 26.03.2006   | 18.04.2006               | 10.11.2010      |
| Федорчук Анатолій Соловйович | Міський голова, 1959 року народження, освіта вища, безпартійний | 31.10.2010   | 10.11.2010               | 10.11.2015      |
| Федорчук Анатолій Соловйович | Міський голова, 1959 року народження, освіта вища, безпартійний | 25.10.2015   | 10.11.2015               | 28.10.2020      |

Примітка: таблиця складена за даними сайту Верховної Ради України та ЦВК

### Депутати VII скликання
За результатами місцевих виборів 2015 року депутатами ради стали:

#### За суб'єктами висування
| Суб'єкт висування                                       | Кількість обраних депутатів | %     |
| ------------------------------------------------------- | --------------------------- | ----- |
| Політична партія «Наш край»                             | 10                          | 29.41 |
| Партія Блок Петра Порошенка «Солідарність»              | 7                           | 20.59 |
| Радикальна партія Олега Ляшка                           | 4                           | 11.76 |
| Політична партія «Об'єднання „Самопоміч“»               | 4                           | 11.76 |
| Політична партія Всеукраїнське об'єднання «Свобода»     | 3                           | 8.82  |
| Політична партія Всеукраїнське об'єднання «Батьківщина» | 3                           | 8.82  |
| Політична партія «Сила людей»                           | 3                           | 8.82  |

#### За округами
| № округу                                                | Прізвище, ім'я, по батькові        | Дата нар.  | Освіта           | Партійна приналежність                                        | Відомості |
| ------------------------------------------------------- | ---------------------------------- | ---------- | ---------------- | ------------------------------------------------------------- | --- |
| Політична партія «Наш край»                             |                                    |            |                  |                                                               | |
| 3                                                       | Шалімов Ігор Володимирович         | 08.04.1984 | вища             | член Політичної партії «Наш край»                             | Приватне акціонерне товариство «БКБМ», голова правління |
| 27                                                      | Жувак Петро Карпович               | 16.06.1943 | вища             | член Політичної партії «Наш край»                             | Закрите акціонерне товариство «Бубівельно-монтажне управління № 53», президент |
| 24                                                      | Костянець Микола Петрович          | 07.11.1950 | вища             | член Політичної партії «Наш край»                             | Міськрайрада фізкультурно-спортивного товариства «Колос», голова |
| 30                                                      | Локайчук Юрій Васильович           | 01.08.1978 | вища             | член Політичної партії «Наш край»                             | Товариство з обмеженою відповідальністю"ІнфоТехЦентр", директор |
| 15                                                      | Пасько Сергій Володимирович        | 04.11.1976 | вища             | член Політичної партії «Наш край»                             | Приватне акціонерне товариство «Атасс-Бориспіль», директор |
| 29                                                      | Панкявічене Ірина Анатоліївна      | 02.06.1966 | вища             | член Політичної партії «Наш край»                             | Бориспільська загальноосвітня школа І-Ш ст. № 3, директор |
| 31                                                      | Мартишко Валерій Іванович          | 19.08.1966 | вища             | член Політичної партії «Наш край»                             | Фізична особа — підприємець |
| 23                                                      | Шкоруп Михайло Іванович            | 26.02.1961 | вища             | член Політичної партії «Наш край»                             | Бориспільська дитячо-юнацька спортивна школа, тренер-викладач з боксу |
| 20                                                      | Пилипчук Андрій Володимирович      | 14.06.1987 | вища             | член Політичної партії «Наш край»                             | Товариство з обмеженою відповідальністю «35- км», директор |
| 13                                                      | Шалімов Володимир Ілліч            | 22.06.1959 | вища             | член Політичної партії «Наш край»                             | Приватне акціонерне товариство «Агробудмеханізація», голова правління |
| ПАРТІЯ "БЛОК ПЕТРА ПОРОШЕНКА «СОЛІДАРНІСТЬ»             |                                    |            |                  |                                                               | |
| пк                                                      | Гопанчук Дмитро Олександрович      | 07.05.1979 | вища             | член ПАРТІЇ "БЛОК ПЕТРА ПОРОШЕНКА «СОЛІДАРНІСТЬ»              | Апарат Верховної Ради України, помічник-консультант народного депутата України |
| 12                                                      | Левітас Ігор Маркович              | 22.02.1958 | вища             | безпартійний                                                  | Товариство з обмеженою відповідальністю «Блиставиця», директор |
| 5                                                       | Сидоренко Юрій Миколайович         | 18.07.1961 | вища             | безпартійний                                                  | Товариство з обмеженою відповідальністю «Трейдінг Ка Плюс», директор |
| 28                                                      | Степаненко Микола Іванович         | 29.11.1960 | вища             | безпартійний                                                  | Київська обласна дитяча юнацька спортивна школа, тренер-викладач з боксу |
| 6                                                       | Грона Микола Іванович              | 15.01.1960 | вища             | безпартійний                                                  | Товариство з обмеженою відповідальністю «Автосервіс», директор |
| 16                                                      | Грона Євгеній Миколайович          | 28.05.1984 | вища             | безпартійний                                                  | Приватне підприємство «Автосервіс», директор |
| 4                                                       | Донченко Олена Олегівна            | 08.12.1969 | вища             | безпартійна                                                   | Київський Національний торговельно — економічний університет, доцент кафедри міжнародної економіки, доцент                                                                                    |
| Політична партія "Об'єднання «САМОПОМІЧ»                |                                    |            |                  |                                                               | |
| пк                                                      | Шабан Катерина Степанівна          | 12.09.1980 | вища             | безпартійна                                                   | Національний технічний університет України «Київський політехнічний інститут», викладач |
| 22                                                      | Боженко Євгеній Петрович           | 04.06.1977 | вища             | безпартійний                                                  | Товариство з обмеженою відповідальністю «Моноліт. Нет», генеральний директор |
| 14                                                      | Євтушенко Ігор Костянтинович       | 20.04.1985 | вища             | член Політичної партії "Об'єднання «САМОПОМІЧ»                | Ресторан «Highland Pub&Grill», генеральний директор |
| 13                                                      | Луців Ілля Михайлович              | 01.05.1982 | вища             | безпартійний                                                  | Бориспільська Центральна районна лікарня, лікар УЗД |
| Радикальна партія Олега Ляшка                           |                                    |            |                  |                                                               | |
| пк                                                      | Годунок Ярослав Миколайович        | 02.07.1977 | загальна середня | член Радикальної партії Олега Ляшка                           | Товариство з обмеженою відповідальністю «ІКАР-С», генеральний директор |
| 7                                                       | Романов Олег Миколайович           | 09.09.1985 | вища             | член Радикальної партії Олега Ляшка                           | тимчасово не працює |
| 8                                                       | Божко Олександр Олександрович      | 17.04.1982 | вища             | член Радикальної партії Олега Ляшка                           | Фізична особа-підприємець |
| 32                                                      | Деркач Вячеслав Миколайович        | 10.08.1979 | вища             | член Радикальної партії Олега Ляшка                           | Публічне акціонерне товариство «Платинум Банк», керівник відділення |
| політична партія Всеукраїнське об'єднання «Батьківщина» |                                    |            |                  |                                                               | |
| пк                                                      | Нагорний Володимир Васильович      | 04.06.1956 | вища             | член політичної партії Всеукраїнське об'єднання «Батьківщина» | Товариство з обмеженою відповідальністю "Девелоперська компанія «Житло Інвест», заступник директора                                                                                           |
| 2                                                       | Мельник Володимир Йосипович        | 11.05.1952 | вища             | член політичної партії Всеукраїнське об'єднання «Батьківщина» | Акціонерне підприємство «Ольвія», директор |
| 19                                                      | Калина Віктор Олександрович        | 09.01.1954 | вища             | член політичної партії Всеукраїнське об'єднання «Батьківщина» | Фізична особа — підприємець |
| політична партія Всеукраїнське об'єднання «Свобода»     |                                    |            |                  |                                                               | |
| пк                                                      | Петренко Ігор Володимирович        | 05.07.1968 | вища             | член політичної партії Всеукраїнське об'єднання «Свобода»     | Приватне підприємство «Люксар», щотижневик «Ринок Бориспіль», головний редактор |
| 9                                                       | Тимченко Вікторія Миколаївна       | 09.11.1966 | вища             | член політичної партії Всеукраїнське об'єднання «Свобода»     | Комунальний заклад Київської обласної ради «Київський обласний центр екстреної медичної допомоги та медицини катастроф» Бориспільська станція екстреної медичної допомоги, головний бухгалтер |
| 22                                                      | Верес Олег Олександрович           | 27.06.1970 | вища             | член політичної партії Всеукраїнське об'єднання «Свобода»     | Київська обласна філія приватного акціонерного товариства «Укртелеком» РЦТ № 223, м. Бориспіль, інженер                                                                                       |
| Політична партія «Сила людей»                           |                                    |            |                  |                                                               | |
| пк                                                      | Адамовський Юрій Олексійович       | 29.04.1983 | вища             | член Політичної партії «Сила людей»                           | Приватне підприємство «ДЕНАДАБОР», керівник |
| 6                                                       | Дудченко Олександр Йосипович       | 24.10.1966 | вища             | член Політичної партії «Сила людей»                           | Товариство з обмеженою відповідальністю «МАКС-ГАРД», виконавчий директор |
| 13                                                      | Добровольська Марина Станіславівна | 27.07.1985 | вища             | безпартійна                                                   | Друкований орган Міністерства оборони України, спеціальний кореспондент |

### Депутати VI скликання
За результатами місцевих виборів 2010 року депутатами ради стали:

#### За суб'єктами висування
| Суб'єкт висування                                                                    | Кількість обраних депутатів | %    |
| ------------------------------------------------------------------------------------ | --------------------------- | ---- |
| Політична партія «Фронт Змін»                                                        | 10                          | 20,8 |
| Партія регіонів                                                                      | 9                           | 18,8 |
| Політична партія «Сильна Україна»                                                    | 8                           | 16,7 |
| Народна Партія                                                                       | 4                           | 8,3  |
| Політична партія Всеукраїнське об'єднання «Батьківщина»                              | 4                           | 8,3  |
| Політична партія «УДАР (Український Демократичний Альянс за Реформи) Віталія Кличка» | 4                           | 8,3  |
| Політична партія Всеукраїнське об'єднання «Свобода»                                  | 2                           | 4,2  |
| Політична партія «Наша Україна»                                                      | 2                           | 4,2  |
| Комуністична партія України                                                          | 1                           | 2,1  |
| Партія відродження села                                                              | 1                           | 2,1  |
| Українська Народна Партія                                                            | 1                           | 2,1  |
| Українська республіканська партія                                                    | 1                           | 2,1  |
| Українська соціал-демократична партія                                                | 1                           | 2,1  |

#### За округами
| № округу                                                                             | Прізвище, ім'я, по батькові       | Дата визнання обраним | Освіта             | Партійна приналежність                                                                     | Відомості про обраного депутата                                                        |
| ------------------------------------------------------------------------------------ | --------------------------------- | --------------------- | ------------------ | ------------------------------------------------------------------------------------------ | -------------------------------------------------------------------------------------- |
| Комуністична партія України                                                          |                                   |                       |                    |                                                                                            |                                                                                        |
| б/м                                                                                  | Пасічний Анатолій Костянтинович   | 04.11.2010            | середня спеціальна | член Комуністичної партії України                                                          | Бориспільська міська рада ветеранів, голова міської організації ветеранів              |
| Народна Партія                                                                       |                                   |                       |                    |                                                                                            |                                                                                        |
| б/м                                                                                  | Ільєнко Тетяна Іванівна           | 04.11.2010            | вища               | член Народної партії                                                                       | приватний підприємець                                                                  |
| 17                                                                                   | Костянець Микола Петрович         | 04.11.2010            | вища               | член Народної партії                                                                       | ФСТ «Колос» м. Бориспіль, директор                                                     |
| 18                                                                                   | Бистрий Володимир Миколайович     | 04.11.2010            | вища               | член Народної партії                                                                       | ЗАТ «Бориспільський завод залізобетонних виробів», голова правління                    |
| 19                                                                                   | Жувак Петро Карпович              | 04.11.2010            | вища               | член Народної партії                                                                       | ЗАТ БМУ-53, голова правління                                                           |
| Партія відродження села                                                              |                                   |                       |                    |                                                                                            |                                                                                        |
| 2                                                                                    | Донченко Олена Олегівна           | 04.11.2010            | вища               | позапартійна                                                                               | Корпорація «Восток», президент                                                         |
| Партія регіонів                                                                      |                                   |                       |                    |                                                                                            |                                                                                        |
| б/м                                                                                  | Дармостук Борис Вікторович        | 04.11.2010            | вища               | член Партії регіонів                                                                       | ТОВ «Агростар Україна», виконавчий директор                                            |
| б/м                                                                                  | Большакова Сусанна Наумівна       | 04.11.2010            | вища               | член Партії регіонів                                                                       | Бориспільська багатопрофільна гімназія"Перспектива", заступник директора               |
| б/м                                                                                  | Савченко Микола Іванович          | 04.11.2010            | вища               | член Партії регіонів                                                                       | «Райтепломережа»", майстер                                                             |
| б/м                                                                                  | Крига Андрій Анатолійович         | 04.11.2010            | вища               | член Партії регіонів                                                                       | Верховна Рада України, помічник депутата ВР VI скликання Селіварова А. Б.              |
| б/м                                                                                  | Ксьонзенко Валерій Петрович       | 04.11.2010            | вища               | член Партії регіонів                                                                       | Інвестиційно-будівельна кампанія «Місто», голова наглядової ради                       |
| 1                                                                                    | Шатров Андрій Миколайович         | 04.11.2010            | вища               | член Партії регіонів                                                                       | Державний НДІ НАУ, провідний науковий співробітник                                     |
| 3                                                                                    | Сидоренко Юрій Миколайович        | 04.11.2010            | вища               | член Партії регіонів                                                                       | Селянське фермерське господарство «Жерех», голова                                      |
| 9                                                                                    | Левітас Ігор Маркович             | 04.11.2010            | середня спеціальна | член Партії регіонів                                                                       | ТОВ «Блиставиця», директор                                                             |
| 11                                                                                   | Ушмаєв Дмитро Ігорович            | 04.11.2010            | вища               | член Партії регіонів                                                                       | ТОВ «Три ведмеді», директор                                                            |
| Політична партія Всеукраїнське об'єднання «Батьківщина»                              |                                   |                       |                    |                                                                                            |                                                                                        |
| б/м                                                                                  | Берестюк Едуард Володимирович     | 04.11.2010            | вища               | член Всеукраїнського об'єднання «Батьківщина»                                              | ДЮСШ, директор                                                                         |
| б/м                                                                                  | Пономаренко Віталій Петрович      | 04.11.2010            | вища               | член Всеукраїнського об'єднання «Батьківщина»                                              | приватне підприємство, директор                                                        |
| б/м                                                                                  | Ляшенко Павло Іванович            | 04.11.2010            | вища               | член Всеукраїнського об'єднання «Батьківщина»                                              | ВАТ «ПМК-237», начальник відділу                                                       |
| 20                                                                                   | Манько Іван Іванович              | 04.11.2010            | вища               | член Всеукраїнського об'єднання «Батьківщина»                                              | Бориспільська міська рада, секретар ради                                               |
| Політична партія Всеукраїнське об'єднання «Свобода»                                  |                                   |                       |                    |                                                                                            |                                                                                        |
| б/м                                                                                  | Петренко Ігор Володимирович       | 04.11.2010            | вища               | член Всеукраїнського об'єднання «Свобода»                                                  | ПП «Люксар», головний редактор газети «Ринок Бориспіль»                                |
| б/м                                                                                  | Шапошніков Вадим Анатолійович     | 04.11.2010            | вища               | член Всеукраїнського об'єднання «Свобода»                                                  | Приватне підприємство «Люксар», кореспондент газети «Ринок Бориспіль»                  |
| Політична партія «Наша Україна»                                                      |                                   |                       |                    |                                                                                            |                                                                                        |
| б/м                                                                                  | Пасенченко Юрій Іванович          | 04.11.2010            | вища               | член Політичної партії «Наша Україна»                                                      | ЦРЛ, завідувач хірургічного відділення.                                                |
| 8                                                                                    | Шалімов Володимир Ілліч           | 04.11.2010            | вища               | член Політичної партії «Наша Україна»                                                      | ЗАТ «Агробудмеханізація», голова правління                                             |
| Політична партія «Сильна Україна»                                                    |                                   |                       |                    |                                                                                            |                                                                                        |
| б/м                                                                                  | Хміль Тетяна Михайлівна           | 04.11.2010            | вища               | член Політичної партії «Сильна Україна»                                                    | Бориспільський міський нотаріальний округ, приватний нотаріус                          |
| б/м                                                                                  | Пасенко Людмила Василівна         | 04.11.2010            | вища               | член Політичної партії «Сильна Україна»                                                    | Виконавчий комітет Бориспільської міської ради, начальник відділу внутрішньої політики |
| б/м                                                                                  | Кулик Людмила Володимирівна       | 04.11.2010            | вища               | член Політичної партії «Сильна Україна»                                                    | ЗАТ «Медіа Парк», голова правління                                                     |
| 5                                                                                    | Пилипчук Володимир Олександрович  | 04.11.2010            | вища               | член Політичної партії «Сильна Україна»                                                    | пенсіонер                                                                              |
| 15                                                                                   | Лінкевич Сергій Анатолійович      | 04.11.2010            | вища               | член Політичної партії «Сильна Україна»                                                    | ТОВ УСП «Україна», комерційний директор                                                |
| 21                                                                                   | Локайчук Юрій Васильович          | 04.11.2010            | вища               | член Політичної партії «Сильна Україна»                                                    | ТОВ «ІнфоТехЦентр», директор                                                           |
| 22                                                                                   | Мартишко Валерій Іванович         | 04.11.2010            | вища               | член Політичної партії «Сильна Україна»                                                    | Приватне підприємство «Агроекспорт», генеральний директор                              |
| 23                                                                                   | Петров Геннадій Якович            | 04.11.2010            | вища               | член Політичної партії «Сильна Україна»                                                    | ТОВ "Виробничо-комерційна фірма «Лігена», генеральний директор                         |
| Політична партія «УДАР (Український Демократичний Альянс за Реформи) Віталія Кличка» |                                   |                       |                    |                                                                                            |                                                                                        |
| б/м                                                                                  | Черницька Антоніна Станіславівна  | 04.11.2010            | вища               | член Політичної партії «УДАР (Український Демократичний Альянс за Реформи) Віталія Кличка» | Бориспільська багатопрофільна гімназія «Перспектива», директор                         |
| б/м                                                                                  | Кондратенко Віктор Іванович       | 04.11.2010            | вища               | член Політичної партії «УДАР (Український Демократичний Альянс за Реформи) Віталія Кличка» | ТОВ «УМК», президент кампанії                                                          |
| б/м                                                                                  | Шакарашвілі Юлія Юріївна          | 04.11.2010            | вища               | член Політичної партії «УДАР (Український Демократичний Альянс за Реформи) Віталія Кличка» | приватний нотаріус, ПП Шакарашвілі                                                     |
| 16                                                                                   | Шапіро Борис Абрамович            | 04.11.2010            | вища               | член Політичної партії «УДАР (Український Демократичний Альянс за Реформи) Віталія Кличка» | ТОВ ІБК «Базис-СК», голова товариства                                                  |
| Політична партія «Фронт Змін»                                                        |                                   |                       |                    |                                                                                            |                                                                                        |
| б/м                                                                                  | Снєжко Сергій Васильович          | 04.11.2010            | вища               | член Політичної партії «Фронт Змін»                                                        | ЗАТ «ПентоПак», заступник генерального директора з безпеки та загальних питань         |
| б/м                                                                                  | Божко Олександр Олександрович     | 04.11.2010            | вища               | член Політичної партії «Фронт Змін»                                                        | ФОП Божко, директор                                                                    |
| б/м                                                                                  | Борисенко Володимир Костянтинович | 04.11.2010            | вища               | член Політичної партії «Фронт Змін»                                                        | ТОВ «Фонд соціальних стратегій», керівник юридичного відділу                           |
| б/м                                                                                  | Шуменко Роман Володимирович       | 04.11.2010            | вища               | член Політичної партії «Фронт Змін»                                                        | ТОВ "Редакція газети «Вісті. Інформація. Реклама», головний редактор                   |
| б/м                                                                                  | Белінський Сергій Володимирович   | 04.11.2010            | вища               | член Політичної партії «Фронт Змін»                                                        | ТОВ «Центр розвитку економіки та права», керівник юридичного департамену               |
| 4                                                                                    | Дудченко Олександр Йосипович      | 04.11.2010            | вища               | член Політичної партії «Фронт Змін»                                                        | ООО «АВМ Консалт», начальник відділу                                                   |
| 7                                                                                    | Шарапов Денис Олександрович       | 04.11.2010            | вища               | член Політичної партії «Фронт Змін»                                                        | ТОВ «Столярна мануфактура», директор                                                   |
| 10                                                                                   | Жук Олег Павлович                 | 04.11.2010            | вища               | член Політичної партії «Фронт Змін»                                                        | ТОВ «Кребо Інтернешнл», заступник директора зі збуту                                   |
| 13                                                                                   | Дубравський Олег Леонідович       | 04.11.2010            | вища               | член Політичної партії «Фронт Змін»                                                        | ЗАТ «ПентоПак», начальник юридичної служби                                             |
| 14                                                                                   | Адамовський Юрій Олексійович      | 04.11.2010            | вища               | член Політичної партії «Фронт Змін»                                                        | Агентство НЛС+, директор                                                               |
| Українська Народна Партія                                                            |                                   |                       |                    |                                                                                            |                                                                                        |
| 6                                                                                    | Годунок Ярослав Миколайович       | 04.11.2010            | незакінчена вища   | член Української Народної Партії                                                           | Благодійний фонд «НАДІЯ», президент                                                    |
| Українська республіканська партія                                                    |                                   |                       |                    |                                                                                            |                                                                                        |
| 12                                                                                   | Чемерис Сергій Михайлович         | 04.11.2010            | вища               | позапартійний                                                                              | ПП «Чемерис С. М.», приватний адвокат                                                  |
| Українська соціал-демократична партія                                                |                                   |                       |                    |                                                                                            |                                                                                        |
| 24                                                                                   | Денисов Олександр Анатолійович    | 04.11.2010            | вища               | позапартійний                                                                              | ТОВ Адвокатська компанія «Правочин», юрист                                             |